# Sugar Mountain
Pour les articles homonymes, voir Sugar Mountain (homonymie).
Sugar Mountain est une ville américaine située dans le comté d'Avery dans l'État de Caroline du Nord. En 2010, sa population était de 198 habitants.

## Source de la traduction
- (en) Cet article est partiellement ou en totalité issu de l’article de Wikipédia en anglais intitulé « Sugar Mountain, North Carolina » (voir la liste des auteurs).